# Диалло, Мамаду (легкоатлет)
Мамаду́ Диалло́ (фр. Mamadou Diallo; род. 16 ноября 1954) — сенегальский легкоатлет, специалист по тройному прыжку. Выступал за национальную сборную Сенегала по лёгкой атлетике в первой половине 1980-х годов, чемпион Африки, участник летних Олимпийских игр в Лос-Анджелесе и чемпионата мира в Хельсинки.

## Биография
Мамаду Диалло родился 16 ноября 1954 года.
Первого серьёзного успеха в лёгкой атлетике на взрослом международном уровне добился в сезоне 1982 года, когда вошёл в основной состав сенегальской национальной сборной и выступил на чемпионате Африки в Каире, где одержал победу в программе тройного прыжка.
В 1983 году на соревнованиях в Дакаре установил свой личный рекорд в тройном прыжке, показав результат 16,70 метра. В той же дисциплине стартовал на чемпионате мира в Хельсинки, но с результатом 15,67 метра не смог преодолеть квалификационный этап.
На африканском первенстве 1984 года в Рабате стал бронзовым призёром в тройном прыжке, уступив в финале двум нигерийским легкоатлетам. Благодаря череде удачных выступлений удостоился права защищать честь страны на летних Олимпийских играх в Лос-Анджелесе — показал в тройном прыжке результат 15,99 метра и занял итоговое 12 место.
После лос-анджелесской Олимпиады Диалло ещё в течение некоторого времени оставался в составе легкоатлетической команды Сенегала и продолжал принимать участие в крупнейших международных соревнованиях. Так, в 1985 году он побывал на чемпионате Африки в Каире, откуда вновь привёз награду бронзового достоинства, выигранную в зачёте тройного прыжка.